# Ernst Abbe
Ernst Abbe, född 23 januari 1840 i Eisenach, död 14 januari 1905 i Jena, var en tysk fysiker och astronom. Han utförde betydelsefulla arbeten med att förbättra mikroskopet och andra optiska instrument. 

## Biografi
Abbe växte upp under knappa förhållanden och med hjälp av stipendium började han studera matematik och fysik. Under perioden 1857–1861 studerade han i Jena och Göttingen. 1863 blev han docent och arbetade i Jena. Han var känd för sin arbetsamhet och sin intelligens, speciellt inom matematiken, men han hade svårt att få en plats som lärare vid universitetet i Jena.  
Redan som ung forskare blev han kontaktad av och började samarbeta med Carl Zeiss  och 1866 blev han en del av Zeiss forskarstab.  
Zeiss som hade sett den dramatiska ökningen av intresse i forskning och vetenskap, insåg att detta skulle skapa ett behov av precisionsverktyg, material och instrument. Zeiss som då ägde ett företag, Carl Zeiss, som tillverkade optiska instrument såg en chans att möta den nya efterfrågan men han behövde hjälp att designa optiska linser.  
Abbes teori om bildbildning i mikroskop gjorde honom till grundare för vetenskaplig optik och gav Zeiss en teknisk fördel, mikroskop hade fram till 1872 tillverkats på "trial-and-error" basis men från den punkten började Zeiss tillverka sina mikroskop utifrån matematiska beräkningar, vilket gav mycket bättre resultat. 
Ett av de stora problemen var kromatisk aberration, vilket innebär att ljus med olika våglängd (färg) bryts olika i linser och skapar en färgad ring runt det man observerar genom linsen. Detta var något som Abbe arbetade med tillsammans med Otto Schott, Carl Zeiss glasmästare, och deras gemensamma ansträngningar och uträkningar gjorde att man kunde börja tillverka linser som var starka och samtidigt i stort sett felfria.  
Under 1870 erkändes Abbe som en briljant vetenskapsman och gavs en professur vid universitetet i Jena och 1878 blev han direktör för observatoriet där. Zeiss insåg Abbes betydelse för det egna företagets framgångar och 1876 blev Abbe upptagen som delägare. 
År 1873 invaldes Abbe som ledamot i Leopoldina. År 1889 blev han korresponderande ledamot av Bayerische Akademie der Wissenschaften och 1896 av Preußische Akademie der Wissenschaften. Abbe var även ledamot av Sächsische Akademie der  Wissenschaften och av Akademie der Wissenschaften zu Göttingen.
Abbes arbete med teoretisk optik gjorde honom internationellt ryktbar och han erbjöds en plats som professor vid det mer prestigefulla universitetet i Berlin. Något som han tackade nej till med hänvisning till sin forskning hos Zeiss.  
Samarbetet mellan Zeiss, Abbe och Schott ledde till att Schott AG fick ett rykte om sig som en av världens ledande tillverkare av specialglas.  
Med Abbes hjälpande hand kunde Carl Zeiss gå från 25 anställda 1862 till strax under 1400 anställda 1905 då Ernst Abbe avled. Intäkterna gick under den tiden från 12 618 Mark till över 5 miljoner Mark.  
Abbe var inte bara en vetenskapsman utan han var också reformatör. 1889, året efter Carl Zeiss bortgång, grundade Abbe med hjälp av egna medel Carl Zeiss stiftelsen. Denna sattes upp för att säkra företagens fortsatta existens. Stiftelsen blev enskild ägare i Carl Zeiss och från 1891 gick den in som delägare i Schott AG.  
I stiftelsens stadgar från 1896 speglas Abbes sociala åtaganden. Några exempel är: Medbestämmanderätt för de anställda, betald semester, vinstdelning, pensionsrättigheter, sjuklön och från år 1900, åtta timmars arbetsdag. Detta gjorde att Carl Zeiss och Schott AG gick i bräschen för modern sociallagstiftning.  
Dessutom har han konstruerat den så kallade Abbekondensorn för belysning av objektet vid starka förstoringar medelst mikroskop, vilken var av stor betydelse särskilt för bakteriologins utveckling.
Ernst Abbe konstruerade den första refraktometern som används för att mäta en vätskas brytningsindex. 

## Eftermäle
FC Carl Zeiss Jenas hemmaplan har fått sitt namn efter Abbe – Ernst-Abbe-Sportfeld.
Nedslagskratern Abbe på månen och asteroiden 5224 Abbe är uppkallade efter honom.

## Abbes komparatorprincip
Den uppmätta sträckan ska vara den rätlinjiga förlängningen av mätskalan. 
Det betyder, för att ett mätverktyg ska vara så noggrant som möjligt så ska mätskalan som man avläser vara en förlängning av det man mäter. Det är ett teoretiskt uttryck för att skjutmåttet är mindre noggrant än en mikrometer på grund av att vid mätning med skjutmått ligger mätskalan parallellt med den uppmätta sträckan. Men vid mätning med mikrometer ligger skalan i linje med måttet man mäter. Undantaget är djupmätning där även skjutmåttet uppfyller Abbes komparatorprincip.

## Bildgalleri

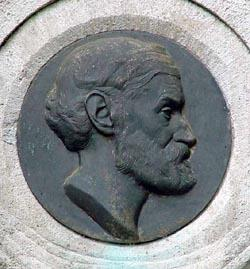
Relief av Abbe på hans gravsten.
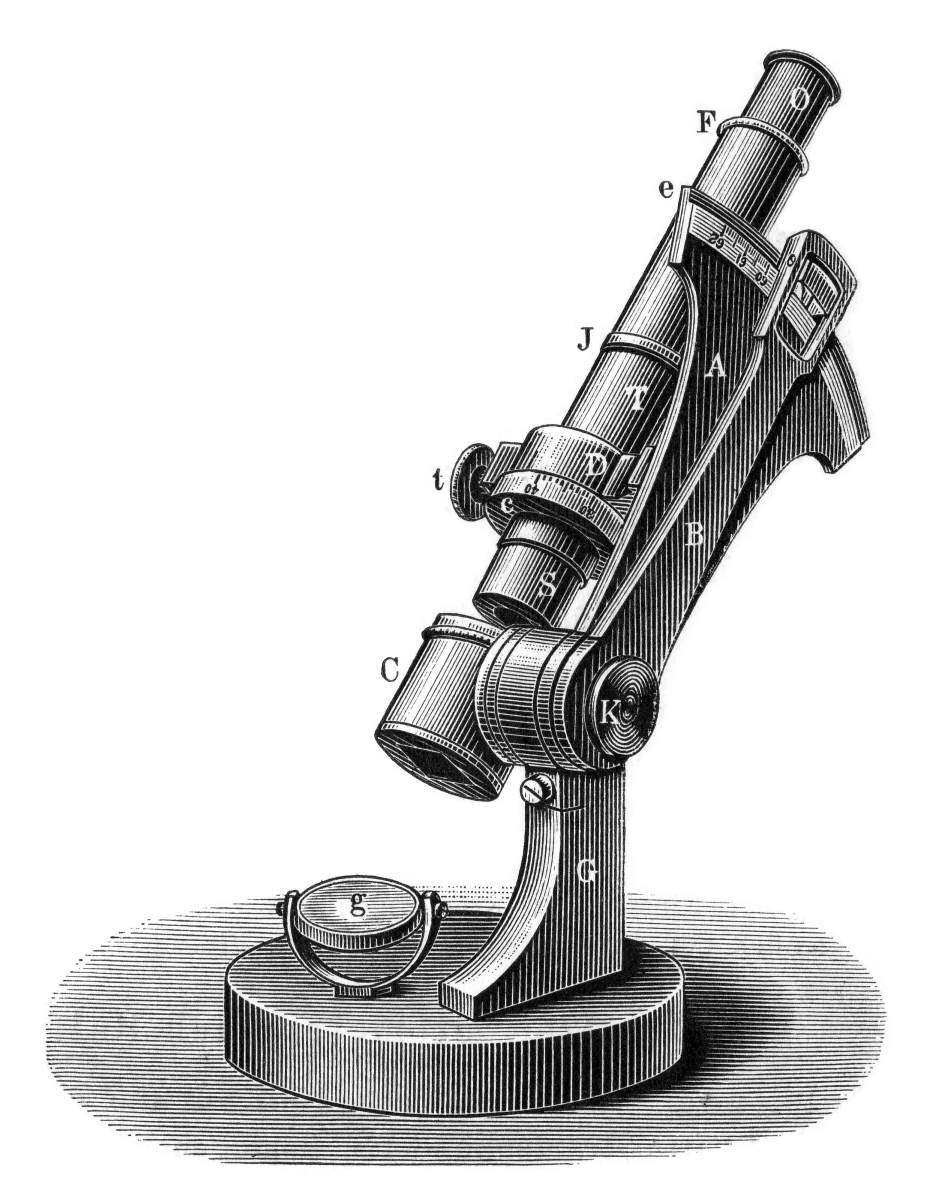
Abbes refraktometer.
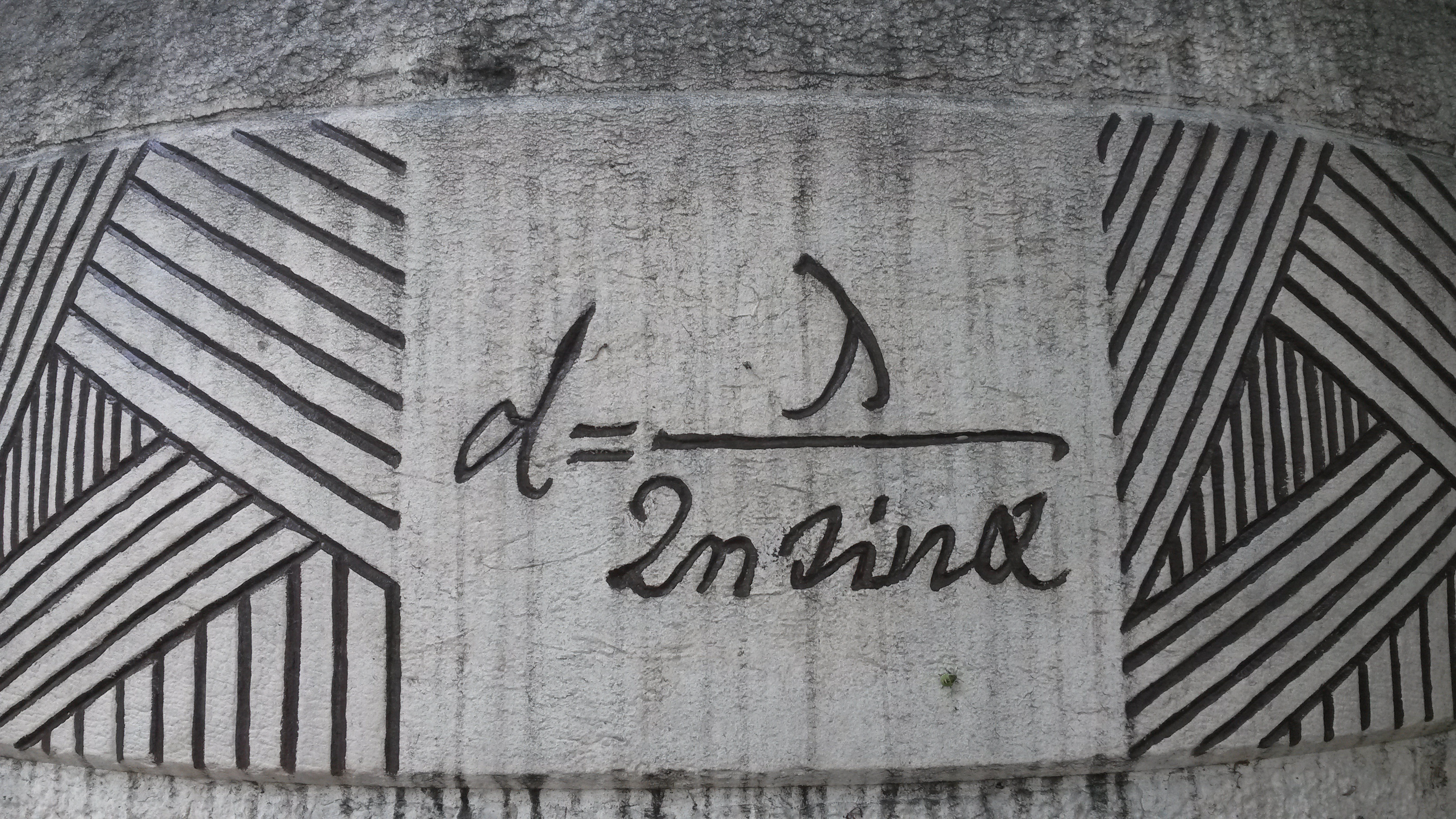
Formeln för Abbes diffraktionsgräns på ett minnesmärke över Abbe på Fürstengraben 23 i Jena.
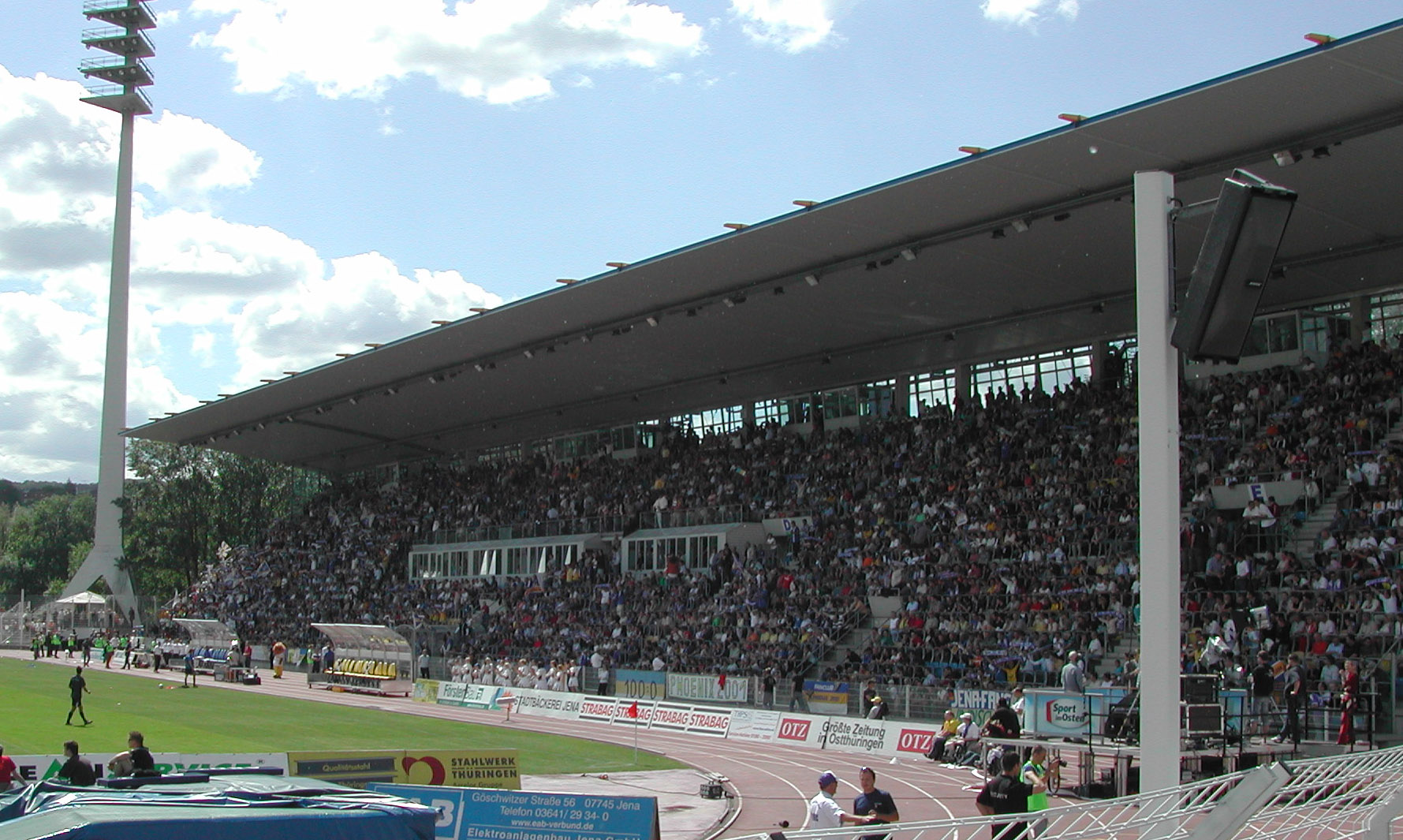
Huvudläktaren på Ernst Abbe Sportfeld i Jena.